# Genevieve Stebbins

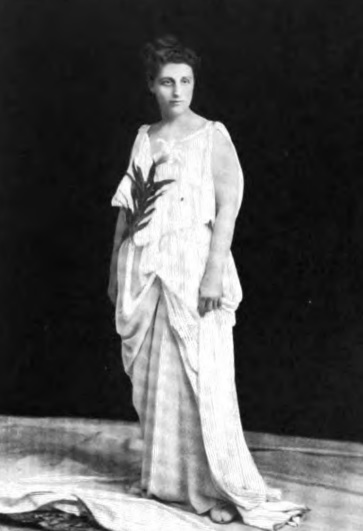
Genevieve Stebbins 1902

Genevieve Stebbins (* 7. März 1857 in San Francisco, Kalifornien; † 21. September 1934 in Monterey) war eine amerikanische Autorin, Lehrerin und Ausdruckstänzerin der Schule von Delsarte.

## Leben
Genevieve Stebbins’ Vater war der Rechtsanwalt James Cole Stebbins (1824–1888) und ihre Mutter Henrietta Smith. Ihre Mutter verstarb, als sie selbst erst zwei Jahre alt war. Bereits als junges Mädchen liebte sie es, sich körperlich auszudrücken und zu tanzen.

## Theaterkarriere
1875 ging sie nach New York City und entschied sich für eine Theaterkarriere. Sie hatte ihren ersten Bühnenauftritt am 19. Februar 1877 mit dem Stück Our Boys am New Broadway Theater. Die nächsten acht Jahre trat sie dort regelmäßig in verschiedenen Bühnenstücken auf. Im Frühjahr 1884 bis 1885 kehrte sie kurz nach New York zurück, um dort aufzutreten.

## Ihre Studien bei Delsarte
1876 begann sie eine zwei Jahre dauernde Studienzeit bei dem Theaterinnovator Steele MacKaye. Sie erprobte den dramatischen Ausdruck, der ursprünglich von François Delsarte entwickelt worden war. Stebbins gab an der Boston University School of Oratory – heute das Emerson College – für MacKayes  Unterricht nach dem Delsarte-System. Zeitweise wurde ihr die volle Verantwortung des Delsarte-Programms an der Universität übertragen. Stebbins eröffnete gemeinsam mit ihrer Schwägerin Mary S. Thompson zwei Delsarte-Schulen, eine in Boston, die andere in New York. Im Februar 1888 präsentierten Stebbins und Thompson ihre erste Delsarte-Matinee im Madison Square Theatre (auch The Theater at Madison Square Garden) in New York City. In diesem Jahr schrieb sie auch ein Buch mit dem Titel Society Gymnastics and Voice-Culture: Adapted from the Delsarte System. 1893 gründete sie die New Yorker Schule für Ausdruck in der Carnegie Music Hall (heute Carnegie Hall). Zu ihren Schülerinnen gehörte Hedwig Kallmeyer, die spätere Lehrerin von Elsa Gindler. 1907 zog sie sich in den Ruhestand zurück. 1913 veröffentlichte sie ein Buch über ihr System des körperlichen Trainings.

## Privatleben
Stebbins war verheiratet mit  Joseph A. Thompson von 1888 bis zu ihrer Scheidung 1892. Da ihr Ehemann mit Mary Thompson verwandt war, endete ihre Partnerschaft nach der Scheidung. Stebbins heiratete im April 1892 den Journalisten Norman Astley. Ob Stebbins Kinder aus einer der Ehen hatte, ist nicht bekannt.

## Einflüsse
Stebbins’ Arbeit schuf neue Möglichkeiten für die Frauen des späten 19. Jahrhunderts in Amerika in Bezug auf weiblichen Ausdruck und freiere Körperlichkeit, besonders was den Ausdruckstanz betraf. Sie stellte die Mittel, Argumente und das Modell zur Verfügung, wie sich eine Frau in der Gesellschaft ihrer Klasse entsprechend verhalten und ausdrücken könnte. Ihre Arbeit nach Delsarte-System förderte den Modern Dance, welcher sich in Amerika und Europa im 20. Jahrhundert entwickelte.